# Ampèresche Regeln
Die Ampèreschen Regeln sind zwei von André-Marie Ampère angegebene Merkregeln für die Ablenkung des Nordpols einer Magnetnadel in der Nähe eines geraden stromdurchflossenen Leiters und somit für die Richtung der Kraftlinien des den Leiter umgebenden Magnetfeldes. Die Ampèreschen Regeln leisten das Gleiche wie die Korkenzieherregel, die heute bekannter ist.
Schwimmerregel:
Ein im Innern des Leiters in Stromrichtung schwimmender und das Gesicht der Magnetnadel zuwendender Beobachter konstatiert eine Ablenkung des Nordpols nach links.
Gleichbedeutend damit ist die
Daumenregel:
Legt man die rechte Hand flach auf den Leiter, sodass der Strom vom Handgelenk zu den Fingerspitzen fließt, und kehrt die Handfläche der Magnetnadel zu, so wird der Nordpol in Richtung des ausgestreckten Daumens abgelenkt.